# Sorex saussurei
Sorex saussurei är en däggdjursart som beskrevs av Clinton Hart Merriam 1892. Sorex saussurei ingår i släktet Sorex och familjen näbbmöss. IUCN kategoriserar arten globalt som livskraftig.
Denna näbbmus förekommer med två från varandra skilda populationer i södra Mexiko och i Guatemala. Den lever i bergstrakter mellan 2100 och 3650 meter över havet. Arten vistas i bergsskogar och i områden med jordbruksmark. Individerna skapar gångar i lövskiktet nära jorden.

## Underarter
Arten delas in i följande underarter:
- S. s. godmani
- S. s. saussurei

Antagligen godkänns båda i framtiden som arter.